# Zygmunt Krachulec
Zygmunt Krachulec (ur. 1888 w Sielcu, zm. 25 lipca 1980) – piłkarz ŁKS Łódź, działacz sportowy, sędzia piłkarski.

## Życiorys
Krachulec się urodził w Sielcu (obecnie część Sosnowca), jako syn Józefa Krachulca i Apolonii z domu Polaczek. W początkach istnienia klubu ŁKS Łódź był jego piłkarzem. W 1919 na zjeździe założycielskim Polskiego Związku Piłki Nożnej został przewodniczącym Komitetu Organizacyjnego Łódzkiego Związku Okręgowego Piłki Nożnej, który powołano 18 kwietnia 1920. Był członkiem Zarządu Polskiego Związku Towarzystw Kolarskich, wiceprezesem Łódzkiego Okręgowego Związku Kolarskiego oraz członkiem zarządu ŁKS Łódź. Był inicjatorem powstania sekcji kolarskiej (1925), tenisowej (1927) i bokserskiej (1929) oraz sekcji strzeleckiej Łódzkiego Klubu Sportowego oraz kierownikiem tych sekcji. Wiceprezes ŁKS Łódź w latach 1921–1922 oraz 1926–1929. Był także organizatorem Kolegium Sędziowskiego w Łodzi oraz sędzią piłkarskim, a ponadto pełnił funkcję prezesa Międzyklubowej Komisji Kolarskiej.
Został pochowany 28 lipca 1980 na cmentarzu komunalnym Zarzew (Kwatera: XXXVI, Rząd: 2, Grób: 5)

## Odznaczenia
- Krzyż Kawalerski Orderu Odrodzenia Polski[1],
- Złoty Krzyż Zasługi,
- Srebrny Krzyż Zasługi[1][4],
- Honorowa Odznaka Miasta Łodzi[4].